# Impuestos a las exportaciones
Los impuestos a las exportaciones, derechos de exportación, aranceles de exportación o retenciones, es una clase de impuestos, percibidos por las aduanas que se aplican sobre bienes exportados, o servicios que los residentes prestan a los no residentes. Entre los objetivos de estos impuestos se encuentran la imposición de rentas elevadas, el fomento a la industrialización interna de las materias primas exportadas, el abaratamiento de los precios de ciertos mercados internos sensibles como los alimentos y combustibles. Este tipo de impuesto es habitual en países cuyas exportaciones son mayoritariamente de materias primas o de bajo valor agregado y es menos habitual en países cuyas exportaciones son mayoritariamente de bienes de alto valor agregado.

## Características
El impuesto se percibe según el tipo de bien exportado. Por ejemplo, es probable que en la cadena de la soja, tengan alícuotas diferentes el poroto de soja, la harina de soja, el pellet de soja y el aceite de soja.
La forma habitual de percepción se realiza mediante declaraciones juradas de las empresas exportadoras, complementadas con inspecciones aduaneras de los buque, camiones al arribar a la frontera o a los puertos de embarque. La falta de pago del impuesto, cuando se realiza mediante ardid o engaño, constituye delito de contrabando.
Los países que más recaudan por vía de los impuestos a las exportaciones son China, Indonesia, Bielorrusia y Rusia. Entre los países desarrollados se destacan Noruega y Suecia, que promueven su poderosa industria maderera y del papel con un esquema de impuestos a las exportaciones de madera sin industrializar. Argentina ha tenido tradicionalmente un considerable componente de retenciones a las exportaciones en sus sistema tributario, con el fin de proteger el mercado interno de alimentos y gravar altas ganancias, habiendo realizado incluso una reforma constitucional en 1866 con el único fin de permitir este impuesto. Los carteles estatales de exportación, como la Organización de Países Exportadores de Petróleo (OPEP), funcionan de hecho como un sistema de impuestos a las exportaciones de petróleo.